# Seznam panovníků Černé Hory

Znak Černohorského království

Tento článek obsahuje seznam panovníků Černé Hory, od založení státu Duklja po Černohorské království, které se v roce 1918 sloučilo do Království Srbů, Chorvatů a Slovinců.

## Duklja(c.900–1186)

### První vládci Duklji
- Archont Petar (c. 854), znám jako Predimir, panovník Duklji, Travunie, Zahumlje a Podgorie (Transmontana).
- Hvalimir (c. 900), syn Archonta Petara
- Sylvester (c. 900), syn Boleslava, princ Travunie a synovec (vnuk?) Hvalimira I.
- Tugemir (c. 900), syn Sylvestera
- Hvalimir II. (c. 900), syn Tugemira
- Petrislav (971–990), syn Hvalimira II., po smrti svého bratra Miroslava v jezeře Scutari (dnes Skadarské jezero), zdědil území Podgorie (Transmontana).
- Jovan Vladimir (990–1016), také znám jako Vladimir nebo svatý Jovan Vladimir, syn Petrislava.
- Kníže Dragomir, byzantský vazal (1016–1034)

### DynastieVojislavljevićů
- Stefan Dobroslav Vojislav (c.1034–1050)
- Mihailo Vojislav (c.1050–1081)–první král této dynastie
- Konstantin Bodin (1081–1101)
- Mihailo II. Vojislav a Dobroslav II. (1101–1102), syn Bodina
- Dobroslav III. (1102)
- Kočopar Branislavljević (1102–1103)
- Vladimir (1103–1113), Bodinův synovec
- Đorđe (1113–1118), syn Bodina
- Grubeša Branislavljević (1118–1125)
- Đorđe (1125–1131), jeho druhá vláda, syn Bodina
- Gradihna Branislavjević (1131–1146)
- Radoslav Gradišnić (1146–1162), syn Gradihna
- Mihailo III. Vojislav (1162–1186), poslední vládce Duklji

## Vládci vSrbsku(1186–1356)

### DynastieNemanjićů(1186-1355)
- Stefan Nemanja (1166–1196), velký župan
- Vukan II. Nemanjić (1196–1208)
- Stefan Prvovenčani (1196–1228), první král
- Đorđe Nemanjić (1208–1243)
- Stefan Radoslav (1228–1233)
- Stefan Vladislav (1234–1243)
- Stefan Uroš I. (1243–1276)
- Stefan Dragutin (1276–1282)
- Stefan Uroš II. Milutin (1282–1321)
- Stefan Uroš III. Dečanski (1321–1331)
- Stefan Uroš IV. Dušan (Dušan Silný) (1331–1355), král Srbska (1331–1346), srbský a řecký car (1346–1355)

## Vládci v knížectvíZeta(1356–1516)

### DynastieBalšićů
- Balša I. (1356–1362)
- Đurađ I. (1362–1378)
- Balša II. (1378–1385)
- Đurađ II. (1385–1403)
- Balša III. (1403–1421) (před svou smrtí se Balša III. vzdal své země, v prospěch svého strýce, srbského tyrana Stefana Lazareviće)

Vládci Srbska, kteří vladli v Zetě:
- Stefan Lazarević (1421–1427)
- Đurađ III. Branković (1427–1435)

### VladykovéCrnojevićové
- Đurađ III. Crnojević (1421–1435)
- Stefan I. Crnojević (1435–1465)
- Ivan I.Crnojević (1465–1490)
- Đurađ IV. Crnojević (1490–1496)
- Stefan II. Crnojević (1496–1498)
- Ivan II. Crnojević (1498–1515)
- Đurađ V. Crnojević (1515–1516)

## Vládci Černé Hory (1516–1918)

### Vladykové (kníže-biskup) Černé Hory (1516–1696)
- Vavil (vladyka od 1493) (1516–1520)
- German II. (1520–1530)
- Pavle (1530–1532)
- Vasilije (1532–1540)
- Nikodim (1540)
- Romil (1540–1559)
- Makarije (1560–1561)
- Ruvim (1561–1569)
- Pahomije II. Komanin (1569–1579)
- Gerasim (1575–1582)
- Venijamin (1582–1591)
- Nikanor (1591–1593)
- Stefan (1591–1593) (společně s Nikanorem)
- Ruvim II. Boljević-Njegos (1593–1636)
- bez vládce (1636–1639)
- Mardarije Kornečanin (1639–1649)
- Visarion (1649–1659)
- Mardarije II. Kornečanin (1659–1673)
- Ruvim III. Boljević (1673–1685)
- Vasilije II. Velikrasić (1685)
- Visarion II. Bajica (1685–1692)
- bez vládce (1692–1694)
- Sava I. Kaluđerović (1694–1696)

### Vladykové (kníže-biskup) Černé Hory (1696–1852)

#### Dynastie Petrović-Njegoš
Vladykové
- Danilo I. (1696–1735)
- Sava II. (1735–1781)
- Vasilije III. (1750–1766) (společně se Savou II.)
  - Šćepan "Mali" (1767–1773)
  - Arsenije II. Plamenac (1781–1784) (Regent; převzal hodnost, ale ne pozici panovníka)
- Petar I. (1784–1830)
- Petar II. (1830–1851)
  - Pero Petrović-Njegoš (1851–1852) (Regent; převzal hodnost, ale ne pozici panovníka)
- Danilo II. (1852–1852)

Knížata (1852–1910)
- Danilo II. (1852–1860)
- Nikola I. (1860–1910)

Král (1910–1918)
- Nikola I. (1910–1918) (v exilu v Antibes ve Francii od r. 1916)

Nárok na vládu v Černé Hoře po roce 1918 (dynastie Petrović-Njegoš)
- Nikola I. (1918–1921)
- Danilo III. (1921–1921) korunní princ Černé Hory
- Michael I. (1921–1986) princ Černé Hory
- Nikola II. (1986–do dnes)